# Ла Зара
Фатима Захра Хафди (мар. арап. فاطمة الزهراء حافظي, фр. Fatima Zahra Hafdi), професионално позната као Ла Зара (фр. La Zarra; Монтреал, 25. август 1988), је канадска певачица и тауторка музике базирана у Француској. Она ће представљати Француску на Песми Евровизије 2023. у Ливерпулу, у Уједињеном Краљевству, са песмом Évidemment.

## Биографија
Хафди је рођена у Монтреалу, у Канади, од франкофоних канадских родитеља мароканског порекла. Током детињства, живела је између Монтреала и Лонгеjла, где се њена породица коначно настанила. Истакнула се 2016. године, када је објавила свој дебитантски сингл Printemps blanc, у сарадњи са француским репером Ниром.
Године 2021. прославила је своју славу синглом Tu t'en iras, који се редовно емитовао на радију и телевизијама. Сингл је добио платинасти цертификат од стране Syndicat National de l'Édition Phonographique-а (SNEP-а). Исте године, номинована је за NRJ Music Awards, водеће француске музичке награде, као франкофоно откриће године, делимично подстакнуто успехом њеног деби албума Traîtrise.
Дана 12. јануара 2023. France Télévisions објављује да ће Ла Зара представљати Француску на Песми Евровизије 2023, поставши друга канадска певачица која је представљала Француску после Наташе Сен-Пјер 2001. године.

## Discography

### Студијски албуми
| Наслов    | Детаљи                                                                             | Највиша позиција на топ-листама |
| Наслов    | Детаљи                                                                             | ФРА                             |
| --------- | ---------------------------------------------------------------------------------- | ------------------------------- |
| Traîtrise | - Објављен: 3. децембар 2021. - Издавачка кућа: Polydor Records, Indifference Prod | 82                              |

### Синглови

#### Као главни извођач
| Наслов                  | Година | Највиша позиција на топ-листама | Цертификати        | Албум               |
| Наслов                  | Година | ФРА                             | Цертификати        | Албум               |
| ----------------------- | ------ | ------------------------------- | ------------------ | ------------------- |
| À l'ammoniaque/Mon dieu | 2020.  | —                               |                    | синглови без албума |
| Printemps blanc         | 2021.  | —                               |                    | синглови без албума |
| Tirer un trait          | 2021.  | —                               |                    | синглови без албума |
| Tu t'en iras            | 2021.  | 75                              | - ФРА: платинумски | Traîtrise           |
| TFTF                    | 2021.  | —                               |                    | Traîtrise           |
| Santa Baby              | 2021.  | —                               |                    | синглови без албума |
| Sans moi                | 2022.  | —                               |                    | синглови без албума |
| Évidemment              | 2023.  | —                               |                    | синглови без албума |

#### Као гостујући извођач
| Наслов                                          | Година | Највиша позиција на топ-листама | Цертификати | Албум               |
| Наслов                                          | Година | ФРА                             | Цертификати | Албум               |
| ----------------------------------------------- | ------ | ------------------------------- | ----------- | ------------------- |
| Printemps blanc (Ниро feat. Ла Зара)            | 2016.  | —                               |             | синглови без албума |
| Les amants de la colline (Слимане feat. Ла Зара | 2022.  | —                               |             | синглови без албума |

## награде и номинације
| Година | Награда          | Категорија                       | Рад | Исход      | Реф.   |
| ------ | ---------------- | -------------------------------- | --- | ---------- | ------ |
| 2021.  | NRJ Music Awards | Франкофони женски извођач године | Она | Номинација | [ 10 ] |
| 2022.  | Félix Awards     | Откриће године                   | Она | Номинација | [ 11 ] |
| 2022.  | SOCAN Awards     | Откриће године                   | Она | Освојено   | [ 12 ] |